# Josef Maštálko (fotbalista)
Josef Maštálko (13. června 1924 – 6. května 2012) byl český fotbalový útočník a trenér.

## Hráčská kariéra
V československé lize hrál za Jiskru Koloru Liberec, nastoupil ve 4 utkáních aniž by skóroval. Nastoupil k historicky prvnímu utkání Slovanu Liberec, které se hrálo v sobotu 12. července 1958. Působil také v Jiskře Semily.

### Prvoligová bilance
| Ročník             | Zápasy | Góly | Minuty | Klub                  |
| ------------------ | ------ | ---- | ------ | --------------------- |
| I. liga 1955       | 4      | 0    | 299    | Jiskra Kolora Liberec |
| CELKEM I. ČS. LIGA | 4      | 0    | 299    |                       |

## Trenérská kariéra
Po skončení hráčské kariéry se stal trenérem. Na Liberecku se věnoval práci s mládeží, řadu let vedl okresní žákovský výběr.